# 미소윤
미소윤(본명: 전혜영, 1988년 4월 28일 ~ )은 대한민국의 배우이다.

## 출연 작품

### 영화
- 《메밀꽃, 운수 좋은 날, 그리고 봄봄》 - 봄봄 / 점순 역
- 《소중한 날의 꿈》 - 민정 목소리 역
- 《계몽영화》 - 어린 고모 역
- 《날아라 펭귄》 - 은별 역

### 드라마
- 2009년 KBS2 《천추태후》
- 2009년 SBS 《미남이시네요》 - 팬클럽 삼인방 바가지 역
- 2010년 MBC 《아직도 결혼하고 싶은 여자》 - 다미코디 역
- 2011년 MBC 《마이 프린세스》 - 의상실 직원 역
- 2011년 MBC 《최고의 사랑》 - "커플 메이킹" 막내 작가 역
- 2012년 SBS 《신사의 품격》 - 의류매장 직원 역
- 2012년 SBS 《추적자 THE CHASER》 - 미혼모 역
- 2012년 tvN 《응답하라 1997》 - 장우동 역
- 2013년 MBC 《백년의 유산》 - 좌판 상인 역
- 2013년 tvN 《후아유》 - 간호사 역
- 2013년 SBS 《주군의 태양》 - 한나의 사진을 보여주는 여자 역
- 2014년 MBC 《야경꾼일지》 - 사월 역
- 2015년 MBC 《여왕의 꽃》 - 효선 역
- 2015년 MBC 《딱 너 같은 딸》 - 김코디 역
- 2016년 MBC 《한 번 더 해피엔딩》 - 김 간호사 역
- 2017년 KBS2 《아버지가 이상해》 - 전강사 역
- 2018년 OCN 《보이스 2》 - 하이선 역
- 2019년 KBS2 《왼손잡이 아내》 - 정별님 역
- 2019년 MBC 《특별근로감독관 조장풍》 - 상도여객 회계팀 직원 역 - 특별출연
- 2020년 KBS1 《꽃길만 걸어요》 - 젊은시절 왕꼰닙 역 (59회 특별출연)
- 2021년 KBS2 《오케이 광자매》 - 고객 역
- 2023년 KBS2 《우아한 제국》 - 봉미례 역

### 광고
- 2009년 《맥도날드》 스낵랩 '버스 편'